# Casa Antoni Samà
La casa Antoni Samà és un edifici situat als carrers dels Boters, 6 i de la Palla, 25 de Barcelona. Com que no està catalogat, li correspon la categoria D (bé d'interès documental), atorgada per defecte a tots els edificis del districte de Ciutat Vella.

## Història

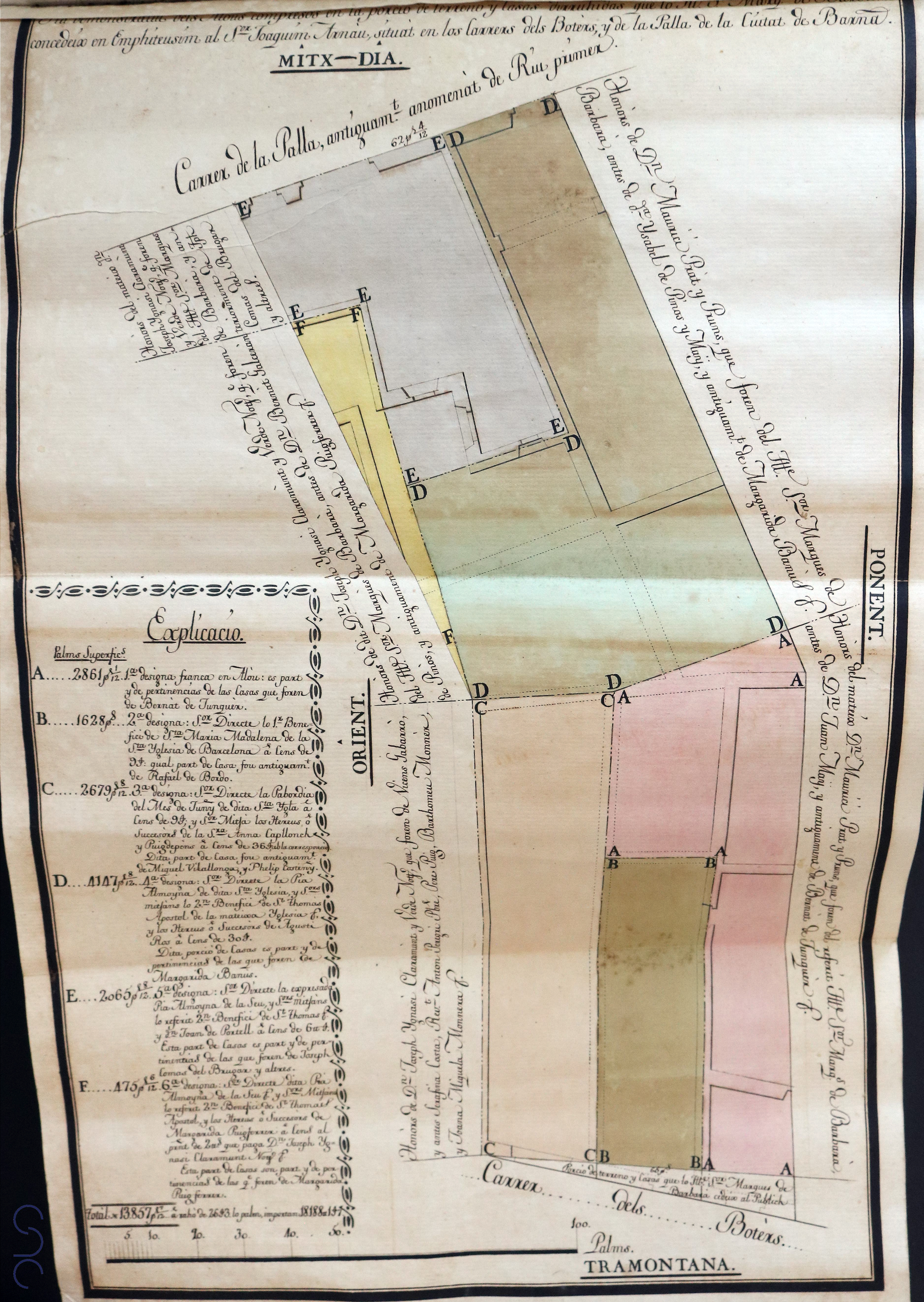
Plànol dels alous establerts pel marquès de Barberà a Joaquim Arnau

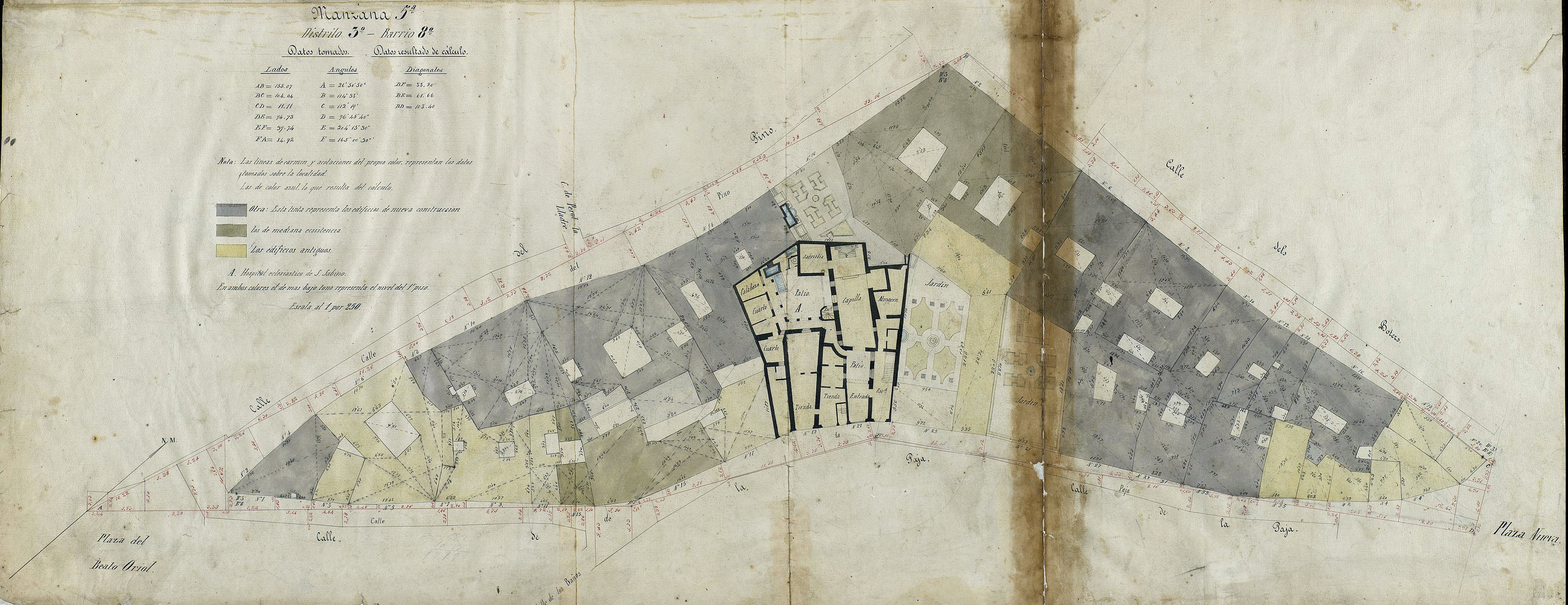
Quarteró de Garriga i Roca núm. 61b (c. 1860)

En aquest indret hi havia la Casa Mai-Pinós, propietat dels marquesos de Barberà i malmesa pels bombardejos del setge de 1713-1714. L'abril del 1803, el marquès Josep Esteve Galceran de Pinós i Sureda de Santmartí i el seu fill Josep Ramon de Pinós i Copons de la Manresana van establir-ne una part al comerciant Joaquim Arnau. Tot seguit, aquest va demanar permís per a construir-hi un nou edifici de planta baixa, entresol i tres pisos al carrer dels Boters, i planta baixa i entresol al de la Palla, segons el projecte del mestre de cases Miquel Bosch, que també s'havia encarregat de la casa d'Antoni Cornet.
El 1870, Antoni Samà i Urgellés (futur marquès de Samà) va encarregar-ne la reforma a l'arquitecte Josep Oriol Mestres, que hi va remuntar unes golfes.

### El Celeste Imperio
Als baixos d'aquest edifici s'hi va instal·lar la botiga de mocadors i altres articles xinesos de Joan Quer: «Boters 6, Depósito principal de géneros de China. Pañolería bordada, lisa, adamascada y demas articulos. D. Juan Quer.»
Posteriorment, el 18 de juny del 1894, s'hi va constituir la raó social Bassal, Gotzens i Cia, amb un capital de 69.000 pessetes, aportat pels socis Josep Bassal i Torres, Eugènia Calleja i Pastor, Jaume Gotzens i Romagosa, Dolors Mariner i Armengol, Leandre Jover i Peix, i la seva mare Antònia Peix i Traveria. Aquest negoci importava majoritàriament teles de Manila, sedes, catifes, teixits i objectes artístics de la Xina i del Japó, que venia tant al detall com a l'engròs. El 3 de novembre del 1897, la societat va passar a anomenar-se Josep Bassal i Cia, i partir del gener del 1903, Successors de J. Bassal.
L'any 1916, el negoci va ser traspassat a la raó social Roig i Pascual, prenent el nom d'El Celeste Imperio. Des d’aleshores, i fins a començament del 1931, el nou establiment va continuar venent mantons de Manila, teixits de seda, ventalls, quimonos, pijames i bates (yukata), així com també porcellanes, peces d’ivori, netsuke, mobles de fusta, laques, etc.

### Galeria Artur Ramon
El 1943, Artur Ramon i Garriga va obrir una botiga d'antiguitats al carrer de la Palla, 25, que el 1988 es convertí en la galeria d'art Artur Ramon. Aquesta hi va romandre fins al 2017, quan es va traslladar a l'Eixample. El 2019, l'estudi R+B (Roldán & Berengué, arquitectes) va reformar el local i hi va remuntar dues plantes més.